# El amor después del amor
El amor después del amor (читається як Ель амо́р деспуе́с дель амо́р) — восьмий студійний альбом Фіто Паеса 1992 року.
Запис платівки відбувався 1992 року в Уругваї на студії «La Mar Records», в Буенос-Айресі на студії «Ion», у Мадриді на студії «Cine Arte», у Лондоні на студіях «Abbey Road Studios» і «Air Studio London».
Диск мав шалений успіх у Латинській Америці. На його підтримку було проведено великий концертний тур більш ніж десятьма країнами, у кожній з яких музикант збирав стадіони. До 1993 року диск став чотири рази платиновим та отримав кілька музичних премій, загалом було продано більше мільйона копій альбому, тобто він став діамантовим. 1993 року було зіграно ще 120 концертів, останній з яких відбувся на стадіоні Велес Сарсфілд у Буенос-Айресі перед 84 122 глядачами, що робить його одним з найбільших за історію аргентинського року. Також було зіграно благодійний концерт для UNICEF, на якому було зібрано 500 000 доларів.
Настрій і лірика альбому віддзеркалюють події в особистому житті автора, а саме розрив з Фабіаною Кантіло і початок нових стосунків з актрисою Сесілією Рот. Цим зумовлена і назва диску, яка перекладається як «Кохання після кохання». Деякі пісні зумовлені кінематографічними враженнями Паеса, наприклад, «Dos días en la vida» — від фільму «Тельма і Луїза».
2007 року журнал Rolling Stone назвав цей альбом 13-м у списку найкращих в історії аргентинського року. Крім того, часописи «Clarín» і «Página 12» назвали цей альбом найкращим за 1992 рік, а сам Паес отримав звання почесного громадянина міста Росаріо.
Альбом перевидавався 2006 року на CD лейблом Warner Music.

## Список пісень
| #   | Назва                               | Тривалість |
| --- | ----------------------------------- | ---------- |
| 1.  | «El Amor Después Del Amor»          | 5:10       |
| 2.  | «Dos Días En La Vida»               | 3:32       |
| 3.  | «La Verónica»                       | 5:55       |
| 4.  | «Tráfico Por Katmandú»              | 4:20       |
| 5.  | «Pétalo De Sal»                     | 2:43       |
| 6.  | «Sasha, Sissí Y El Círculo De Baba» | 4:33       |
| 7.  | «Un Vestido Y Un Amor»              | 3:18       |
| 8.  | «Tumbas De La Gloria»               | 4:33       |
| 9.  | «La Rueda Mágica»                   | 3:54       |
| 10. | «Creo»                              | 4:43       |
| 11. | «Detrás Del Muro De Los Lamentos»   | 4:30       |
| 12. | «Balada De Donna Helena»            | 6:05       |
| 13. | «Brillante Sobre El Mic»            | 4:08       |
| 14. | «A Rodar Mi Vida»                   | 4:44       |

## Музиканти, що брали учать у записі альбому
- Фіто Паес — вокал, клавішні, гітара
- Твіті Гонсалес — програмування, орган
- Улісес Бутрон — гітара
- Гільєрмо Вадала — бас-гітара у пісні «La rueda mágica»
- Даніель Коломбес — ударні

### Запрошені музиканти
- Мерседес Соса — вокал у пісні «Detrás Del Muro De Los Lamentos»
- Луїс Альберто Спінетта — вокал, аранжування і гітара у пісні «Pétalo De Sal»
- Чарлі Гарсія — вокал у пісні «La Rueda Mágica»
- Андрес Каламаро — вокал у піснях «La Rueda Mágica» і «Brillante Sobre El Mic»
- Фабіана Кантіло — вокал у піснях «Dos Días En La Vida» і «Brillante Sobre El Mic»
- Густаво Сераті — гітара у пісні «Tumbas de Gloria»
- Селесте Карбальйо — вокал у пісні «Dos Días En La Vida»
- Клаудія Пуйо — вокал у пісні «El Amor Después Del Amor»
- Фабіан Гальярдо — вокал у пісні «Dos Días En La Vida»
- Освальдо Фатторуссо — перкусія
- Даніель Мелінго — кларнет у пісні «Sasha, Sissí Y El Círculo De Baba»
- Аріель Рот — гітара у пісні «A Rodar Mi Vida»
- Габріель Карамбула — гітара у пісні «Brillante Sobre El Mic»
- Антоніо Кармона — вокал у пісні «Tráfico Por Katmandú», кахон і оплески у «Detrás Del Muro De Los Lamentos»
- Чучо Марчанд — бас-гітара у «Detrás Del Muro De Los Lamentos»
- Чанго Фаріас Гомес — кахон у «Detrás Del Muro De Los Lamentos»
- Лучо Гонсалес — гітара й аранжування у «Detrás Del Muro De Los Lamentos»
- Карлос Нареа — оплески у «Detrás Del Muro De Los Lamentos»
- Карлос Вільявісенсіо — аранжування